# Bernd Grabsch
Bernd Grabsch ist ein deutscher Trainer im Bereich Gewichtheben. Er war Leichtathletiktrainer in der DDR und ist Landestrainer des Bundesverbands Deutscher Gewichtheber in Sachsen.

## Wirken
Grabsch, bereits zu DDR-Zeiten Trainer im Bereich Gewichtheben, war in den 1980er Jahren maßgeblich an Anabolikaversuchen an minderjährigen Gewichthebern im Rahmen der Versuchsreihe Lathan beteiligt. Vier seiner ehemaligen Schützlinge, die später unter massiven gesundheitlichen Störungen wie Depressionen, Akne, Potenzstörungen, Nierenkoliken und Gynäkomastie litten, erstatteten Anfang der 1990er Jahre Strafanzeige gegen Grabsch wegen Verdachts auf Körperverletzung durch Doping. Während seiner Zeit als Trainer von Marc Huster führte Bernd Grabsch diesen bei den Olympischen Spielen 2000 in Sydney zum Gewinn der Silbermedaille.
Grabsch arbeitet heute als Landestrainer des Bundesverbands Deutscher Gewichtheber (BVDG) in Sachsen, unter anderem auch wieder mit Jugendlichen. Infolge des Berichtes der Projektgruppe Sonderprüfung Doping des Bundesinnenministeriums wurde im August 2007 bekannt, dass eine Reihe von dopingbelasteten DDR-Trainern, unter ihnen Grabsch, mittelbar von öffentlichen Fördergeldern profitiert hatte.